# Akawaio
Els akawaio són un poble indígena que viu a Roraima Brasil), Guyana i Veneçuela. Són un dels pobles molt relacionats anomenats Ingarikó i  'Kapon' . La seva llengua és el kapóng utilitzat per 5.000 a 6.000 parlants.

## Història
Els akawaio eren coneguts com a comerciants destacats a la regió. En el moment del contacte europeu, els akawaio vivien al cinturó costaner de Guyana, movent-se cap a l'interior a mesura que es prenien terres per fer-les servir com a plantacions. Els akawaios, així com els caribs, foren utilitzats per capturar altres amerindis com a esclaus i també per caçar esclaus fugitius que han estat portats d'Àfrica.
A Guyana, els assentaments akawaio es concentren al voltant dels rius Mazaruni superior, Barama, superior Pomeroon, Demerara, Wenamu i Cuyuni superior.

## Cultura

### Religió
Els akawaios tenen creences politeistes. Figures mitològiques com Makunaima, Kanaima, Iwarrika i Sigu són una part important de la seva cultura. El déu més important és Makunaima perquè, segons la seva opinió, va crear la tribu. A més, associen alguns fenòmens naturals a algunes divinitats com Iwarrika, a qui se li atribueix la inundació de la terra. El xaman té un paper important en la seva pràctica religiosa. Es troba amb el déu durant els rituals al·lucinògens quan s'utilitza tabac i una dieta específica.

### Menjar
Per ser autosuficients, els Akawaio conreen plàtan, nyam, canya de sucre, taro, cotó, carbassa ... Tot i això, no s'alimenten exclusivament de plantes, sinó que també cacen cérvols, pecarís, tapirs, agutis o pacas. Per a la caça, tradicionalment fan servir sarbatanes o arcs i fletxes, però actualment també utilitzen armes de foc. Fan moltes begudes alcohòliques i no alcohòliques.

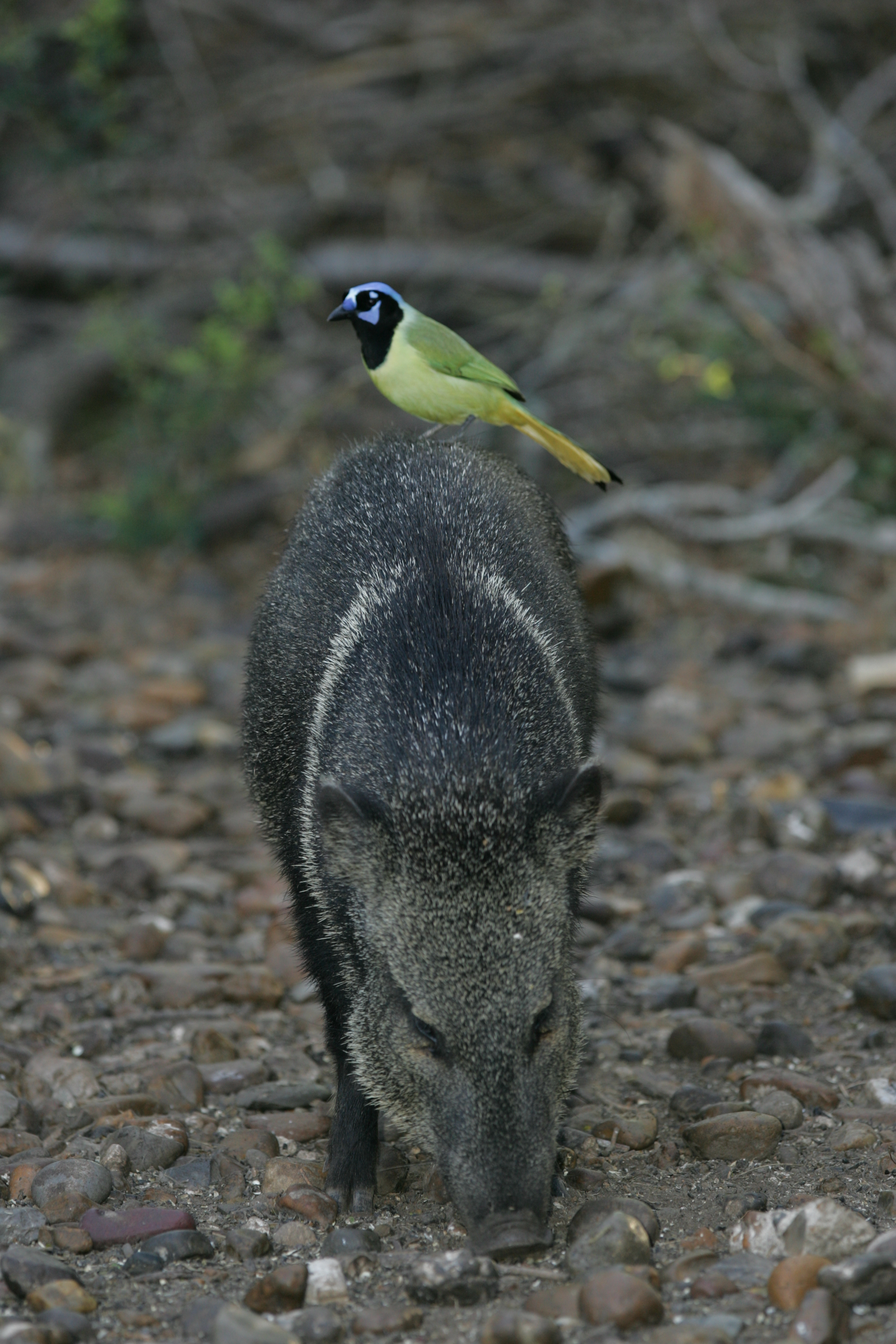
Pécari

### Activitats econòmiques
El treball a la comunitat akawaio es basa en el gènere. Les dones treballen en el teixit, la ceràmica i el manteniment de la llar. Mentrestant, els homes tendeixen a dedicar-se a la caça o al comerç ambulant. Els akawaios comercialitzen carabasses o altres produccions de roba, fruites i armes.
La tribu akawaio té un model educatiu particular basat en la no-violència i el respecte. Els akawaio se centren en el diàleg i la separació dels rivals durant els desacords. Compartir és un valor central. De fet, al poble, ningú té més propietats que els altres membres de la comunitat.

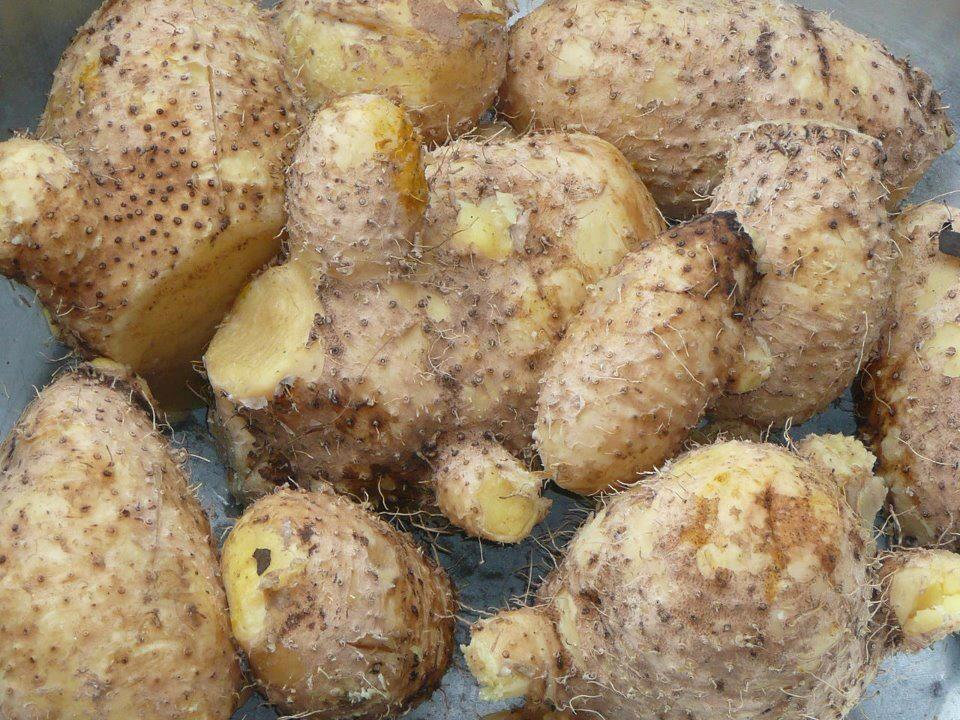
Ignames